# Dyspersja skręcalności optycznej
Dyspersja skręcalności optycznej (ang. optical rotatory dispersion, ORD) - zjawisko zależności skręcalności właściwej substancji chiralnej od częstości światła, którego płaszczyzna polaryzacji ulega skręceniu. Powiązanym zjawiskiem jest elektronowy dichroizm kołowy - na podstawie widma ORD można przewidzieć widmo dichroizmu kołowego i vice versa.
Spektroskopia ORD jest komplementarna do spektroskopii dichroizmu kołowego. Podobnie jak ta ostatnia, znajduje zastosowanie w wyznaczaniu konformacji cząsteczek chiralnych (zwłaszcza o znaczeniu biologicznym) Ma też pewne zastosowanie w wyznaczaniu konfiguracji absolutnej.